# 岡崎和也
岡崎 和也（おかざき かずや、1972年5月10日 - ）は、広島県出身の元プロサイクルロードレース選手である。2009年に引退した。現役時代の主な成績は全日本選手権個人タイムトアライアル4勝など。広島県立廿日市西高校卒。

## 人物
大阪のクラブチーム、たるたらんどうで競技を始める。T&Hスギノ、クラブアングル、イノアックデキ、キナン、日本鋪道等を渡り歩き、最終的にはEQA・梅丹本舗・グラファイトデザインにてフランスを拠点に欧州プロロードレースを転戦。2009年6月28日、全日本自転車競技選手権大会ロードレースをもって引退した。直前に行われ、三連覇がかかっていた全日本自転車競技選手権大会個人タイムトライアルに敗れたことが理由だった。2010年よりボディビルダー（JBBF）に転向し新たな高みを目指している。。
ロードレースにかける情熱や姿勢などから、ファンなどからは「熱い男」と呼ばれ親しまれた。
2002年・2003年・2007年・2008年全日本自転車競技選手権大会個人タイムトライアル、2006年全日本実業団ロード、2003年ツール・ド・おきなわ、2001年B世界選手権個人ロードタイムトライアルで優勝した。